# ماي سميث
ماي سميث (بالإنجليزية: May Smith) هي رسامة ونقاشة نيوزيلندية، ولدت في 1906 في الهند، وتوفيت في 24 يوليو 1988 في Coromandel, New Zealand ‏ في نيوزيلندا.